# Коршун, Юрий Васильевич
Коршун Юрий (Георгий) Васильевич (15 [27] марта 1873, Орёл — 8 августа 1951, Харьков) — русский и советский химик, исследователь пиррольных соединений, преподаватель Харьковского и Таврического университетов, Горного института в Днепропетровске и Харьковского фармацевтического института.

## Биография
Родился в 1873 году в дворянской семье, был сыном военнослужащего. По окончании гимназии в 1893 году учился на естественнонаучном отделении физико-математического факультета Харьковского университета. Получив высшее образование, остался работать в лаборатории неорганической химии.
Сдав магистерские экзамены, в 1903 году Коршун получил право преподавать курс органической химии в статусе приват-доцента. Впоследствии его направили на стажировку за границу, где он работал под руководством немецкого химика Вильгельма Оствальда и итальянского фотохимика Джакомо Чамичана. В 1908 году Коршун защитил докторскую диссертацию, был профессором кафедры технической химии Харьковского университета. В Харькове учёный работал до 1921 года.
В 1920 году Коршун переехал в Крым и занял должность профессора Таврического университета. Там он преподавал на физико-математическом, агрономическом и медицинском факультетах: читал курсы органической и неорганической химии, фармации и фармакогнозии. В конце 1920 его арестовывает Крымская ЧК, но благодаря покровительству Владимира Вернадского Коршуна отпускают.
В начале 1922 года учёный переезжает в Днепропетровск, где до 1930 года преподает в Горном институте. Впоследствии Коршун возвращается в Харьков: работает в Углехимическом институте, в Фармацевтическом и Полиграфическом институтах. Осенью 1936-го переходит в Харьковский химико-технологический институт, в котором и остается до конца жизни, — сначала преподавая на кафедре красителей и полупроводников, а затем — в должности заведующего кафедрой неорганической химии.

## Семья
- Брат — Степан Васильевич (1868—1931), гигиенист, микробиолог, иммунолог, доктор медицинских наук, профессор[1]
- Брат — Николай Васильевич[2] (?—1906), эсер, казнён за участие в покушении на генерал-лейтенанта Ренненкампфа[3], близнец Василия[4]
- Брат — Василий Васильевич, ветеринар[2], эсер, распространял агитационные листовки на заводе Краматорского металлургического общества, близнец Николая[4]
- Сестра — Вера Васильевна[2]
- Сестра — Мария Васильевна, акушерка[2]

## Научная деятельность
Основная часть научной деятельности Коршуна касалась химии пиррола. Только на эту тему написал около полусотни работ (всего более 70), среди которых выделялась монография «Методы получения пирролла и его производных» (1907). Изучение соединений он проводил с привлечением пионерских методов: электронной спектроскопии, рефрактометрии, калориметрии и др.
Издал учебные пособия:
- «Некоторые химические процессы в лабораториях и живых организмах» (1910)
- «Курс общей химии», ч. 1 (1912)
- «Основные законы химии» (1923)
- «Курс органической химии», ч. 1 (1932)
- «Физико-химические основы качественного анализа» (1932)

Принимал участие в деятельности Всесоюзного химического общества им. Менделеева. Награждён орденом Красной Звезды.